# Eastman (Town)
Die Town of Eastman ist eine von elf Towns im Crawford County im US-amerikanischen Bundesstaat Wisconsin. Im Jahr 2010 hatte die Town of Eastman 739 Einwohner.
Town hat in Wisconsin eine grundlegend andere Bedeutung, als im übrigen englischsprachigen Bereich. Vielmehr entspricht sie den in den anderen US-Bundesstaaten üblichen Townships, die nach dem County die nächstkleinere Verwaltungseinheit bilden.

## Geografie
Die Town of Eastman liegt im Südwesten Wisconsins, am Ostufer des die Grenze zu Iowa bildenden Mississippi. Im Osten wird die Town vom Kickapoo River begrenzt.
Die geografischen Koordinaten des Zentrums der Town of Eastman sind 43°11′07″ nördlicher Breite und 90°57′42″ westlicher Länge. Sie erstreckt sich über eine Fläche von 188 km², die sich auf 185,1 km² Land- und 3 km² Wasserfläche verteilen. Im Zentrum der Town of Eastman liegt die selbstständige Gemeinde Eastman, ohne dass diese der Town angehört. Im Osten grenzt die Town an die selbständige Gemeinde Steuben.
Die Town of Eastman liegt im Süden des Crawford County und grenzt an folgende Nachbartowns und -townships:
| Taylor Township (Allamakee County, Iowa)   | Town of Seneca                              | Town of Haney    |
| Fairview Township (Allamakee County, Iowa) | Kompassrose, die auf Nachbargemeinden zeigt | Town of Marietta |
| Town of Prairie du Chien                   |                                             | Town of Wauzeka  |

## Verkehr
Durch die Town of Eastman verläuft der Wisconsin State Highway 35, die hier den Wisconsin-Abschnitt der Great River Road bildet. Im Zentrum der Town kreuzen der Wisconsin State Highway 27 und der Wisconsin State Highway 179. Alle weiteren Straßen sind untergeordnete Landstraßen sowie teils unbefestigte Fahrwege.
Entlang des Mississippi verläuft für den Frachtverkehr eine Eisenbahnstrecke der BNSF Railway.
Mit dem Prairie du Chien Municipal Airport befindet sich rund 20 südsüdwestlich ein kleiner Flugplatz. Die nächsten Verkehrsflughäfen sind der Dubuque Regional Airport in Iowa (rund 120 km südlich), der La Crosse Regional Airport (rund 90 km nördlich) und der Dane County Regional Airport in Wisconsins Hauptstadt Madison (rund 150 km östlich).

## Bevölkerung
Nach der Volkszählung im Jahr 2010 lebten in der Town of Eastman 739 Menschen in 288 Haushalten. Die Bevölkerungsdichte betrug 4 Einwohner pro Quadratkilometer. In den 288 Haushalten lebten statistisch je 2,57 Personen.
Ethnisch betrachtet setzte sich die Bevölkerung zusammen aus 99,1 Prozent Weißen, 0,1 Prozent (eine Person) amerikanischen Ureinwohnern, 0,1 Prozent Asiaten sowie 0,1 Prozent aus anderen ethnischen Gruppen; 0,5 Prozent stammten von zwei oder mehr Ethnien ab. Unabhängig von der ethnischen Zugehörigkeit waren 0,8 Prozent der Bevölkerung spanischer oder lateinamerikanischer Abstammung.
26,3 Prozent der Bevölkerung waren unter 18 Jahre alt, 61,8 Prozent waren zwischen 18 und 64 und 11,9 Prozent waren 65 Jahre oder älter. 45,9 Prozent der Bevölkerung war weiblich.
Das mittlere jährliche Einkommen eines Haushalts lag bei 56.316 USD. Das Pro-Kopf-Einkommen betrug 31.134 USD. 9,5 Prozent der Einwohner lebten unterhalb der Armutsgrenze.

## Ortschaften in der Town of Eastman
Neben Streubesiedlung existiert mit Charme noch eine gemeindefreie Siedlung auf dem Gebiet der Town of Eastman.